# Elias Firzli
Elias Firzli, mort en juillet 2008,  est un avocat d'affaires international appartenant à la communauté grecque orthodoxe libanaise.

## Affaire Pétrole contre nourriture
Visé par un mandat de recherche du juge Philippe Courroye, l'avocat libanais est l'homme-clef du volet français de l'affaire Pétrole contre nourriture. 
Personnellement allocataire, à travers les sociétés Genmar et Aredio, de près de 11 millions de barils, Elias Firzli aurait reversé une partie des fonds détournés à des proches de Saddam Hussein,,. Ce proche de l'aile droite du parti Baas ( mais pas membre du parti) aurait permis à Total, qui lui aurait versé 30 millions de francs entre 1998 et 2002, d'avoir accès au marché irakien.[réf. nécessaire]
Après huit ans d'instruction et un mois de procès, le tribunal correctionnel de Paris a rendu le 8 juillet 2013 un jugement spectaculaire dans cette affaire, en relaxant tous les prévenus.